# Cyrtochilum articulatum
Cyrtochilum articulatum är en orkidéart som först beskrevs av Willibald Königer, och fick sitt nu gällande namn av Stig Dalström. Cyrtochilum articulatum ingår i släktet Cyrtochilum, och familjen orkidéer.
Artens utbredningsområde är Ecuador. Inga underarter finns listade i Catalogue of Life.